# Дюгазон, Луиза
Г-жа Дюгазо́н (фр. madame Dugazon), урождённая Луи́за-Розали́ Лефе́вр (фр. Louise-Rosalie Lefebvre; 18 июня 1755, Берлин — 22 сентября 1821, Париж) — французская оперная певица (меццо-сопрано). Супруга актёра и драматурга Дюгазона, мать композитора Гюстава Дюгазона.
Родилась в семье французского танцовщика, выступавшего в балетном ансамбле Берлинской оперы. В 1765 г. Франсуа-Жак Лефевр с семьёй вернулся в Париж. С 1767 г. юная Роза Лефевр проводила всё своё время за кулисами Театра итальянской комедии, где уже начинали выступать две её старшие сестры; Андре Гретри обратил внимание на талант подражания и передразнивания ведущих актёров и актрис труппы, обнаружившийся у девочки, и в 1769 г. по его предложению Розе Лефевр была предоставлена возможность дебютировать в одноактной опере Гретри «Люсиль» в маленькой (включавшей всего одну ариетту) партии крестьянской девушки. После этого Роза Лефевр стала брать уроки пения, и в 1774 г. состоялся её «взрослый» дебют в опере «Сильвен» того же Гретри. В 1776 г. она вышла замуж за актёра Анри Гурго, выступавшего под псевдонимом Дюгазон, и с этого времени выступала под этой же фамилией.
Наибольший успех выпал на долю Лефевр-Дюгазон в 1780-90-е гг., особенно в главной партии оперы Николя Далейрака «Нина, или Безумная от любви» (фр. Nina ou la Folle par amour). Художница Элизабет Виже-Лебрен писала о Дюгазон: «Она была величайшим талантом из всех, кто когда-либо выступал в Опера-Комик… Я думаю, я ходила на „Нину“ по меньшей мере 20 раз». Возможно, благодаря такому признанию портрет Дюгазон в роли Нины долгое время приписывался кисти Виже-Лебрен. Дюгазон блистала и в других операх, по большей части Гретри или Этьена Меюля. В 1804 году Дюгазон по болезни оставила сцену.

## Репертуар
Опера-Комик
- 16 сентября 1800 — Лемаида, «Калиф Багдадский[англ.]» Ф.-А. Буальдьё (первая исполнительница партии).